# 林肯圣经

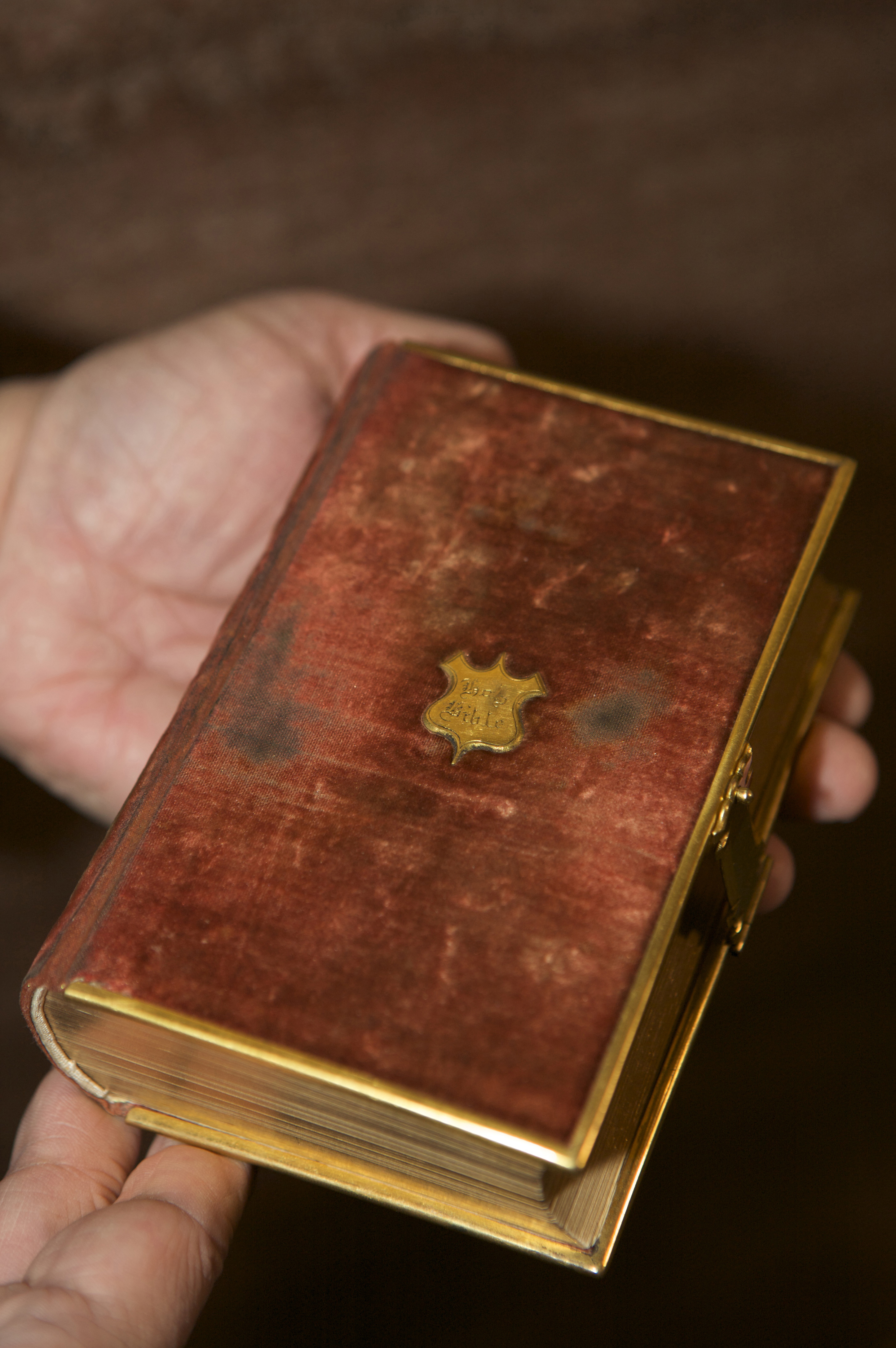
林肯圣经

林肯圣经是美国总统亚伯拉罕·林肯所拥有的圣经。林肯家族将这本圣经捐赠给国会图书馆，由后者负责收藏。

## 概述
这本圣经是一部牛津大学出版社版本英王钦定版圣经，其出版于1853年，有1280页，尺寸大约为6英寸（150） 长4英寸（100）宽1.75英寸（44）厚，封套为勃艮第红天鹅绒镶金边。圣经的扉页背面带有美国最高法院的印章以及1861年就职典礼的纪录。这本圣经并不是罕见的版本，而不具有林肯圣经的历史意义的类似圣经价值约为30美元或40美元。

## 历史
林肯在1861年3月4日抵达华盛顿特区时，他的行李包括他的圣经，都还没有送达。美国最高法院书记官长威廉·托马斯·卡罗尔（William Thomas Carroll）拿出一本供官方使用的圣经。这本圣经后来成为林肯圣经。这本圣经由卡罗尔保管了一段时间，而林肯则在一未知时间取得了它。此后，此书一直由林肯家族成员保管。直到1928年，林肯家族的后人罗伯特·托德·林肯的遗孀玛丽·尤尼斯·哈伦将其捐赠给美国国会图书馆。圣经被捐赠时，《申命记》第31章和《何西阿书》的第4章中含有注记。巴拉克·奥巴马在2009年和2013年的就职典礼上都使用此书起誓。直到2009年庆祝林肯诞生二百周年，这本圣经都一直在国会图书馆展出。2016年9月14日，卡拉·海登宣誓就任第十四任国会图书馆馆长时使用这本圣经。唐纳德·特朗普在2017年1月20日总统就职宣誓时也用手按这本圣经以及他童年时的圣经。